# 550 Music
550 Music is een niet meer bestaand label van Epic Records, een dochtermaatschappij van Sony BMG, en werd in 1993 in New York opgericht. 550 is vernoemd naar het huisnummer van het Sony-gebouw dat aan de Madison Avenue in New York ligt.

## Artiesten
Enkele artiesten die onder dit label muziek uitbrengen:
- Apollo 440
- Ben Folds Five
- Deep Forest
- Céline Dion
- Des'ree
- For Squirrels
- Fuel
- George Clinton & the P.Funk All-Stars
- Ginuwine
- Mandy Moore (nu op EMI's The Firm)
- Social Distortion
- Old Pike